# Địa chỉ
Địa chỉ là tập hợp các thông tin, thường có hình thức biểu diễn cố định, nhằm miêu tả vị trí của một tòa nhà, một căn hộ, hay một cấu trúc hoặc một diện tích đất nào đó. Địa chỉ thường sử dụng đường biên giới chính trị và tên phố để miêu tả, cùng với các thông tin nhận dạng khác như số nhà hoặc số căn hộ. Một số địa chỉ còn chứa một số loại mã để giúp các cơ quan phụ trách vận chuyển và thư từ dễ tìm kiếm như mã ZIP và mã bưu chính.

## Địa chỉ ở Việt Nam
Địa chỉ ở Việt Nam thường theo địa hạt hành chính. Việc sử dụng mã bưu chính hay mã ZIP không thật sự phổ biến.
Định dạng của địa chỉ ở Việt Nam cách mới gồm các phần.

### Phần số nhà và tên đường
Phần số nhà và tên đường được ghi theo quy định ở Quyết định số 05/2006/QĐ-BXD ngày 8 tháng 3 năm 2006 . Định dạng phổ biến nhất như sau:
- Chỉ gồm số nhà và tên đường, ví dụ: 123 đường Lê Lợi. Đây là định dạng cơ bản và phổ biến nhất.
- Số nhà có thể thêm các ký tự ở cuối: 123A đường Lê Lợi, hoặc 123B đường Lê Lợi. Trường hợp này là do khu đất trước kia là số 123, nhưng sau đó mới được tách làm 2 căn nhà có 2 địa chỉ khác nhau.
- Nếu nhà trong hẻm thì có thêm dấu gạch chéo: 123/3 đường Lê Lợi. Trong đó, 123 là địa chỉ của con hẻm, còn 3 là số nhà trong con hẻm đó.
- Trong hẻm cũng có quy tắc đặt tên giống số nhà và có thể có hẻm con, ví dụ: 123/3E đường Lê Lợi, hoặc 123/3/5B đường Lê Lợi.

Một cách khác là ở các khu gọi là cư xá. Trong cư xá sẽ có đường và số nhà kèm theo, quy tắc đặt tên sẽ là:
- Bao gồm cả số nhà, đường và tên cư xá, ví dụ: 123 đường số 4 cư xá Bình Thới.

Một số nơi ở miền bắc Việt Nam vẫn sử dụng cách ghi kiểu cũ, là phân theo khu, ví dụ: 7A/34 Tô Hiến Thành. Trong đó, 7A là tên của khu. Tuy nhiên, cách này dễ bị nhầm lẫn, và đang bị đổi dần sang cách mới cho thống nhất.

### Phần còn lại theo địa giới
Phần còn lại là theo địa giới hành chính.
Địa giới hành chính Việt Nam chính thức được phân ra thì các cấp quản lý sau:
- Cấp xã, phường, thị trấn, thị tứ
- Cấp huyện, quận, thị xã, thành phố thuộc tỉnh
- Cấp tỉnh, thành phố thuộc trung ương

Tên nước thường không được bao gồm khi gửi trong nội bộ Việt Nam.

### Địa chỉ đầy đủ
Theo các định dạng trên, đây là một số ví dụ:
- 123/3 đường Lê Lợi, phường Bến Nghé, Quận 1, Thành phố Hồ Chí Minh
- 123/5B đường Lê Lợi, Phường 6, thành phố Tuy Hòa, tỉnh Phú Yên